# Adattamenti cinematografici e televisivi dei romanzi di Henry James
Questo è l'elenco degli adattamenti cinematografici, film televisivi tratti dai romanzi di Henry James.
| Anno | Film                                                                                      | Opera da cui è tratto                                                                 | Note                                 |
| ---- | ----------------------------------------------------------------------------------------- | ------------------------------------------------------------------------------------- | ------------------------------------ |
| 1933 | La strana realtà di Peter Standish (Berkeley Square)                                      | Dal romanzo Il senso del passato                                                      |                                      |
| 1947 | Gli amanti di Venezia (The Lost Moment)                                                   | Dal racconto Il carteggio Aspern                                                      |                                      |
| 1948 | Berkeley Square                                                                           | Dal romanzo Il senso del passato                                                      | Film televisivo                      |
| 1948 | "Berkeley Square", episodio della serie Kraft Television Theatre                          | Dal romanzo Il senso del passato                                                      |                                      |
| 1949 | "The Real Thing", episodio della serie Your Show Time                                     | Dal racconto La cosa reale                                                            | Film televisivo                      |
| 1949 | L'ereditiera (The Heiress)                                                                | Dal romanzo Piazza Washington                                                         |                                      |
| 1949 | "Berkeley Square", episodio della serie Studio One                                        | Dal romanzo Il senso del passato                                                      |                                      |
| 1950 | "A Point of View", episodio della serie Cameo Theatre                                     | Dal racconto Il punto di vista                                                        |                                      |
| 1950 | "The Marriages", episodio della serie The Philco Television Playhouse                     | Dal racconto Storie di matrimonio                                                     |                                      |
| 1950 | "The American", episodio della serie The Philco Television Playhouse                      | Dal romanzo L'americano                                                               |                                      |
| 1950 | "The Pupil", episodio della serie The Philco Television Playhouse                         | Dal racconto Lo scolaro                                                               |                                      |
| 1950 | "The Ambassadors", episodio della serie Studio One                                        | Dal romanzo Gli ambasciatori                                                          |                                      |
| 1950 | "The Passionate Pilgrim", episodio della serie Studio One                                 | Dal racconto Un pellegrino appassionato                                               |                                      |
| 1951 | La grande passione (The House in the Square)                                              | Dal romanzo Il senso del passato                                                      |                                      |
| 1951 | "The Ambassadors", episodio della serie Studio One                                        | Dal romanzo Gli ambasciatori                                                          |                                      |
| 1952 | "The Wings of the Dove", episodio della serie Studio One                                  | Dal romanzo Le ali della colomba                                                      |                                      |
| 1952 | "Four Meetings", episodio della serie Goodyear Television Playhouse                       | Dal racconto Four Meetings                                                            |                                      |
| 1952 | "The Liarg", episodio della serie Curtain Call                                            | Dal racconto The Liar                                                                 |                                      |
| 1954 | "A Garden in the Sea", episodio della serie The United States Steel Hour                  | Dal racconto Il carteggio Aspern                                                      |                                      |
| 1954 | "The Heiress", episodio della serie Lux Video Theatre                                     | Dal romanzo Piazza Washington                                                         |                                      |
| 1955 | "The Turn of the Screw", episodio della serie Omnibus                                     | Dal racconto Il giro di vite                                                          |                                      |
| 1955 | "The Liar", episodio della serie On Camera                                                | Dal racconto The Liar                                                                 |                                      |
| 1955 | "A Garden in the Sea", episodio della serie London Playhouse                              | Dal racconto Il carteggio Aspern                                                      |                                      |
| 1955 | "Garden in the Sea", episodio della serie General Motors Presents                         | Dal racconto Il carteggio Aspern                                                      |                                      |
| 1955 | "The Aspern Papers", episodio della serie Matinee Theatre                                 | Dal racconto Il carteggio Aspern                                                      |                                      |
| 1956 | Die Tochter                                                                               | ???????                                                                               | Film televisivo                      |
| 1956 | "The American", episodio della serie General Motors Presents                              | Dal romanzo L'americano                                                               |                                      |
| 1956 | "The Innocents", episodio della serie ITV Play of the Week                                | Dal racconto Il giro di vite                                                          |                                      |
| 1956 | "The Bitter Waters", episodio della serie Screen Directors Playhouse                      | ???????                                                                               |                                      |
| 1956 | "The American", episodio della serie ITV Television Playhouse                             | Dal romanzo L'americano                                                               |                                      |
| 1956 | "The American", episodio della serie Matinee Theatre                                      | Dal romanzo L'americano                                                               |                                      |
| 1956 | "The Reverberator", episodio della serie Matinee Theatre                                  | Dal romanzo Il riflettore                                                             |                                      |
| 1956 | "Daisy Miller", episodio della serie Camera Three                                         | Dal racconto Daisy Miller                                                             |                                      |
| 1957 | "The Magpies", episodio della serie ITV Television Playhouse                              | Dal racconto Lo scolaro                                                               |                                      |
| 1957 | "The Heiress", episodio della serie Armchair Theatre                                      | Dal romanzo Piazza Washington                                                         |                                      |
| 1957 | "The Others", episodio della serie Matinee Theatre                                        | Dal racconto Il giro di vite                                                          |                                      |
| 1957 | "The Tone of Time", episodio della serie Matinee Theatre                                  | Dal racconto The Tone of Time                                                         |                                      |
| 1958 | "The Turn of the Screw", episodio della serie Folio                                       | Dal racconto Il giro di vite                                                          |                                      |
| 1958 | "The Europeans", episodio della serie Matinee Theatre                                     | Dal romanzo Gli europei                                                               |                                      |
| 1958 | "The Third Person", episodio della serie Matinee Theatre                                  | Dal racconto Una terza persona                                                        |                                      |
| 1958 | "Washington Square", episodio della serie Matinee Theatre                                 | Dal romanzo Piazza Washington                                                         |                                      |
| 1958 | Die Erbin                                                                                 | Dal romanzo Piazza Washington                                                         | Film televisivo                      |
| 1958 | "The Heiress", episodio della serie BBC Sunday-Night Theatre                              | Dal romanzo Piazza Washington                                                         |                                      |
| 1958 | L'ereditiera                                                                              | Dal romanzo Piazza Washington                                                         | Film televisivo                      |
| 1959 | "The Wings of the Dove", episodio della serie Playhouse 90                                | Dal romanzo Le ali della colomba                                                      |                                      |
| 1959 | Berkeley Square                                                                           | Dal romanzo Il senso del passato                                                      | Film televisivo                      |
| 1959 | "The Turn of the Screw", episodio della serie Startime                                    | Dal racconto Il giro di vite                                                          |                                      |
| 1959 | The Turn of the Screw                                                                     | Dal racconto Il giro di vite                                                          | Film televisivo                      |
| 1960 | "The Real Thing", episodio della serie Camera Three                                       | Dal racconto La cosa reale                                                            |                                      |
| 1961 | The Heiress                                                                               | Dal romanzo Piazza Washington                                                         | Film televisivo                      |
| 1961 | Suspense (The Innocents)                                                                  | Dal racconto Il giro di vite                                                          |                                      |
| 1961 | "The Pupil", episodio della serie Festival                                                | Dal racconto Lo scolaro                                                               |                                      |
| 1962 | Arvtagerskan                                                                              | Dal romanzo Piazza Washington                                                         | Film televisivo                      |
| 1962 | Die sündigen Engel                                                                        | Dal racconto Il giro di vite                                                          | Film televisivo                      |
| 1962 | Les bostoniennes                                                                          | Dal romanzo Le bostoniane                                                             | Film televisivo                      |
| 1962 | "The Aspern Papers", episodio della serie Playdate                                        | Dal racconto Il carteggio Aspern                                                      |                                      |
| 1962 | "The Aspern Papers", episodio della serie BBC Sunday-Night Play                           | Dal racconto Il carteggio Aspern                                                      |                                      |
| 1963 | "A Herdeira", episodio della serie TV de Vanguarda                                        | ???????????                                                                           |                                      |
| 1963 | "O Armário", episodio della serie TV de Vanguarda                                         | ???????????                                                                           |                                      |
| 1964 | Briefe eines toten Dichters                                                               | Dal racconto Il carteggio Aspern                                                      | Film televisivo                      |
| 1965 | "The Wings of the Dove", episodio della serie Thursday Theatre                            | Dal romanzo Le ali della colomba                                                      |                                      |
| 1965 | The Ambassadors                                                                           | Dal romanzo Gli ambasciatori                                                          | Film televisivo                      |
| 1965 | La redevance du fantôme                                                                   | ???????????                                                                           | Film televisivo                      |
| 1966 | "El muñeco", episodio della serie Historias para no dormir                                | ???????????                                                                           |                                      |
| 1966 | "Spirit of the Deed", episodio della serie Festival                                       | Dal racconto Una terza persona                                                        |                                      |
| 1967 | "A Time to Love", episodio della serie Polvere di stelle                                  | Dal romanzo Piazza Washington                                                         |                                      |
| 1968 | The Portrait of a Lady                                                                    | Dal romanzo Ritratto di signora                                                       | Miniserie televisiva                 |
| 1968 | What Maisie Knew                                                                          | Dal romanzo Ciò che sapeva Maisie                                                     | Miniserie televisiva                 |
| 1969 | "Beast in the Jungle", episodio della serie ITV Playhouse                                 | Dal racconto La bestia nella giungla                                                  |                                      |
| 1969 | "The Heiress", episodio della serie Play of the Month                                     | Dal romanzo Piazza Washington                                                         |                                      |
| 1970 | "Las alas de la paloma", episodio della serie Hora once                                   | Dal romanzo Le ali della colomba                                                      |                                      |
| 1970 | The Spoils of Poynton                                                                     | Dal romanzo Le spoglie di Poynton                                                     | Miniserie televisiva                 |
| 1970 | "Plaza Washington", episodio della serie Las grandes novelas                              | Dal romanzo Piazza Washington                                                         |                                      |
| 1971 | "The Spoils of Poynton: Pride of Possession", episodio della serie Masterpiece Theatre    | Dal romanzo Le spoglie di Poynton                                                     |                                      |
| 1971 | The Spoils of Poynton: Sharp Practice", episodio della serie Masterpiece Theatre          | Dal romanzo Le spoglie di Poynton                                                     |                                      |
| 1971 | The Spoils of Poynton: Trial of Strength", episodio della serie Masterpiece Theatre       | Dal romanzo Le spoglie di Poynton                                                     |                                      |
| 1971 | The Spoils of Poynton: Retribution", episodio della serie Masterpiece Theatre             | Dal romanzo Le spoglie di Poynton                                                     |                                      |
| 1971 | Owen Wingrave                                                                             | Dal racconto Owen Wingrave                                                            | Film televisivo                      |
| 1971 | Improvvisamente, un uomo nella notte (The Nightcomers)                                    | Nessuno                                                                               | Prequel del racconto Il giro di vite |
| 1971 | "Cuatro encuentros", episodio della serie Obra completa                                   | Dal racconto Four Meetings                                                            |                                      |
| 1971 | Les papiers d'Aspern                                                                      | Dal racconto Il carteggio Aspern                                                      | Film televisivo                      |
| 1971 | Pesnikova pisma                                                                           | ???????????                                                                           | Film televisivo                      |
| 1972 | "Daisy Miller", episodio della serie Estudio 1                                            | Dal racconto Daisy Miller                                                             |                                      |
| 1972 | Victoria                                                                                  | Dal romanzo Piazza Washington                                                         |                                      |
| 1972 | The Golden Bowl                                                                           | Dal romanzo La coppa d'oro                                                            | Miniserie televisiva                 |
| 1972 | Il carteggio Aspern                                                                       | Dal racconto Il carteggio Aspern                                                      | Film televisivo                      |
| 1973 | "The Mask of Love", episodio della serie The ABC Afternoon Playbreak                      | Dal racconto Il carteggio Aspern                                                      |                                      |
| 1973 | "Los papeles de Aspern", episodio della serie Ficciones                                   | Dal racconto Il carteggio Aspern                                                      |                                      |
| 1973 | "Owen Wingrave", episodio della serie Ficciones                                           | Dal racconto Owen Wingrave                                                            |                                      |
| 1974 | The Turn of the Screw                                                                     | Dal racconto Il giro di vite                                                          | Film televisivo                      |
| 1974 | "La fortuna de Peter Crawford", episodio della serie Ficciones                            | ????????????                                                                          |                                      |
| 1974 | Daisy Miller                                                                              | Dal racconto Daisy Miller                                                             |                                      |
| 1974 | Céline e Julie vanno in barca (Céline et Julie vont en bateau: Phantom Ladies Over Paris) | ???????????                                                                           |                                      |
| 1974 | "Emma", episodio della serie Affairs of the Heart                                         | Dal racconto Lord Beauprey                                                            |                                      |
| 1974 | "Flora", episodio della serie Affairs of the Heart                                        | Dal racconto Occhiali                                                                 |                                      |
| 1974 | "Grace", episodio della serie Affairs of the Heart                                        | Dal racconto Covering End                                                             |                                      |
| 1974 | "Mary and Louisa", episodio della serie Affairs of the Heart                              | Dai racconti The Tone of Time e La cosa reale                                         |                                      |
| 1974 | "Adela", episodio della serie Affairs of the Heart                                        | Dal racconto Storie di matrimonio                                                     |                                      |
| 1974 | "Catherine", episodio della serie Affairs of the Heart                                    | Dal romanzo Piazza Washington                                                         |                                      |
| 1974 | "Bessie", episodio della serie Affairs of the Heart                                       | Dal racconto An International Episode                                                 |                                      |
| 1974 | "Le banc de la désolation", episodio della serie Nouvelles de Henry James                 | Dal racconto La panchina della desolazione                                            |                                      |
| 1974 | "Le tour d'écrou", episodio della serie Nouvelles de Henry James                          | Dal racconto Il giro di vite                                                          |                                      |
| 1974 | "Ce que savait Morgan", episodio della serie Nouvelles de Henry James                     | Dal racconto Lo scolaro                                                               |                                      |
| 1975 | Les ailes de la colombe                                                                   | Dal romanzo Le ali della colomba                                                      | Film televisivo                      |
| 1975 | "Kate ", episodio della serie Affairs of the Heart                                        | Dal racconto La panchina della desolazione                                            |                                      |
| 1975 | "Milly", episodio della serie Affairs of the Heart                                        | Dal romanzo Le ali della colomba                                                      |                                      |
| 1975 | "Leonie", episodio della serie Affairs of the Heart                                       | Dal racconto Nona Vincent                                                             |                                      |
| 1975 | "Daisy", episodio della serie Affairs of the Heart                                        | Dal racconto Daisy Miller                                                             |                                      |
| 1975 | "Elizabeth", episodio della serie Affairs of the Heart                                    | Dal racconto The Great Condition                                                      |                                      |
| 1975 | "Miss Tita", episodio della serie Affairs of the Heart                                    | Dal racconto Il carteggio Aspern                                                      |                                      |
| 1975 | Ritratto di signora                                                                       | Dal romanzo Ritratto di signora                                                       | Sceneggiato televisivo               |
| 1975 | Washington Square                                                                         | Dal romanzo Piazza Washington                                                         | Film televisivo                      |
| 1975 | "La renta espectral", episodio della serie El quinto jinete                               | ???????????                                                                           |                                      |
| 1975 | The Jolly Corner                                                                          | Dal racconto L'angolo allegro                                                         | Film televisivo                      |
| 1975 | "Les raisons de Georgina", episodio della serie Nouvelles de Henry James                  | Dal racconto Georgina's Reasons                                                       |                                      |
| 1976 | "De Grey, un Récit romanesque", episodio della serie Nouvelles de Henry James             | Dal racconto De Grey: A Romance                                                       |                                      |
| 1976 | "L'auteur de Beltraffio", episodio della serie Nouvelles de Henry James                   | Dal racconto The Author of «Beltraffio»                                               |                                      |
| 1976 | "Un jeune homme rebelle", episodio della serie Nouvelles de Henry James                   | Dal racconto Owen Wingrave                                                            |                                      |
| 1976 | "L'héritière", episodio della serie Au théâtre ce soir                                    | ???????????                                                                           |                                      |
| 1977 | "The Ambassadors", episodio della serie Play of the Month                                 | Dal romanzo Gli ambasciatori                                                          |                                      |
| 1978 | La camera verde (La chambre verte)                                                        | Dai racconti L'altare dei morti, La bestia nella giungla e The Friends of the Friends |                                      |
| 1979 | Le destin de Priscilla Davies                                                             | Dal racconto In gabbia                                                                | Film televisivo                      |
| 1979 | "The Wings of the Dove", episodio della serie Play of the Month                           | Dal romanzo Le ali della colomba                                                      |                                      |
| 1979 | Gli europei (The Europeans)                                                               | Dal romanzo Gli europei                                                               |                                      |
| 1980 | Novelle dall'Italia                                                                       | ???????????                                                                           | Miniserie televisiva                 |
| 1981 | Le ali della colomba                                                                      | Dal romanzo Le ali della colomba                                                      | Miniserie televisiva                 |
| 1981 | Storia di donne (Les ailes de la colombe)                                                 | Dal romanzo Le ali della colomba                                                      |                                      |
| 1981 | "La presenza perfetta", episodio della serie I giochi del diavolo                         | Dal racconto Sir Edmund Orme                                                          |                                      |
| 1981 | Otra vuelta de tuerca                                                                     | Dal racconto Il giro di vite                                                          | Miniserie televisiva                 |
| 1982 | Aspern                                                                                    | Dal racconto Il carteggio Aspern                                                      |                                      |
| 1982 | Die Erbin                                                                                 | ???????????                                                                           | Film televisivo                      |
| 1982 | The Turn of the Screw                                                                     | Dal racconto Il giro di vite                                                          | Film televisivo                      |
| 1984 | I bostoniani (The Bostonians)                                                             | Dal romanzo Le bostoniane                                                             |                                      |
| 1985 | "The Europeans", episodio della serie American Playhouse                                  | Dal romanzo Gli europei                                                               |                                      |
| 1985 | Otra vuelta de tuerca                                                                     | Dal racconto Il giro di vite                                                          |                                      |
| 1988 | La bête dans la jungle                                                                    | Dal racconto La bestia nella giungla                                                  | Film televisivo                      |
| 1989 | "The Turn of the Screw", episodio della serie Nightmare Classics                          | Dal racconto Il giro di vite                                                          |                                      |
| 1989 | "The Aspern Papers", episodio della serie Great Performances                              | Dal racconto Il carteggio Aspern                                                      |                                      |
| 1990 | The Turn of the Screw - Die Drehung der Schraube                                          | Dal racconto Il giro di vite                                                          | Film televisivo                      |
| 1991 | Els papers d'Aspern                                                                       | Dal racconto Il carteggio Aspern                                                      |                                      |
| 1991 | The Turn of the Screw: Britten                                                            | Dal racconto Il giro di vite                                                          | Film televisivo                      |
| 1992 | Presenze (The Turn of the Screw)                                                          | Dal racconto Il giro di vite                                                          |                                      |
| 1994 | The Turn of the Screw                                                                     | Dal racconto Il giro di vite                                                          | Film televisivo                      |
| 1994 | Duchovo nájomné                                                                           |                                                                                       | Film televisivo                      |
| 1995 | The Haunting of Helen Walker                                                              | Dal racconto Il giro di vite                                                          | Film televisivo                      |
| 1995 | Ce que savait Maisie                                                                      | Dal romanzo Ciò che sapeva Maisie                                                     | Film televisivo                      |
| 1996 | Ritratto di signora                                                                       | Dal romanzo Ritratto di signora                                                       |                                      |
| 1996 | L'élève                                                                                   | Dal racconto Lo scolaro                                                               |                                      |
| 1996 | Le fantôme de Longstaff                                                                   | Dal racconto Longstaff's Marriage                                                     | Cortometraggio                       |
| 1997 | Le ali dell'amore (The Wings of the Dove)                                                 | Dal romanzo Le ali della colomba                                                      |                                      |
| 1997 | Washington Square - L'ereditiera (Washington Square)                                      | Dal romanzo Piazza Washington                                                         |                                      |
| 1998 | Under Heaven                                                                              | Dal romanzo Le ali della colomba                                                      |                                      |
| 1998 | The American                                                                              | Dal romanzo L'americano                                                               | Film televisivo                      |
| 1999 | Nora                                                                                      | ???????????                                                                           | Film televisivo                      |
| 1999 | Presence of Mind                                                                          | Dal racconto Il giro di vite                                                          |                                      |
| 1999 | The Haunting of Hell House                                                                | Dal racconto Il patto col fantasma                                                    |                                      |
| 1999 | The Turn of the Screw                                                                     | Dal racconto Il giro di vite                                                          | Film televisivo                      |
| 2000 | The Golden Bowl (The Golden Bowl)                                                         | Dal romanzo La coppa d'oro                                                            |                                      |
| 2001 | Owen Wingrave                                                                             | Dal racconto Owen Wingrave                                                            | Film televisivo                      |
| 2001 | Le tour d'écrou                                                                           | Dal racconto Il giro di vite                                                          | Film televisivo                      |
| 2002 | Die Freunde der Freunde                                                                   | Dal racconto The Friends of the Friends                                               | Film televisivo                      |
| 2003 | The Turn of the Screw                                                                     | Dal racconto Il giro di vite                                                          |                                      |
| 2004 | Turn of the Screw by Benjamin Britten                                                     | Dal racconto Il giro di vite                                                          | Film televisivo                      |
| 2005 | The Californians - Il progetto (The Californians)                                         | Dal romanzo Le bostoniane                                                             |                                      |
| 2006 | In a Dark Place (In a Dark Place)                                                         | Dal racconto Il giro di vite                                                          |                                      |
| 2006 | La vie privée                                                                             | Dal racconto Private Life                                                             |                                      |
| 2007 | Kin iro no tsubasa                                                                        | ???????????                                                                           | Serie televisiva                     |
| 2007 | Le pendu                                                                                  | Dal racconto Una terza persona                                                        | Film televisivo                      |
| 2009 | Il mistero del lago                                                                       | Dal racconto Il giro di vite                                                          | Film televisivo                      |
| 2009 | The Turn of the Screw                                                                     | Dal racconto Il giro di vite                                                          | Film televisivo                      |
| 2010 | The Aspern Papers                                                                         | Dal racconto Il carteggio Aspern                                                      |                                      |
| 2012 | Quel che sapeva Maisie (What Maisie Knew)                                                 | Dal romanzo Ciò che sapeva Maisie                                                     |                                      |
| 2012 | The Turn of the Screw                                                                     | Dal racconto Il giro di vite                                                          | Uscito in home video                 |
| 2013 | "Henry James's the Liar", episodio della serie 52                                         | Dal racconto The Liar                                                                 |                                      |
| 2015 | Através da Sombra                                                                         | Dal racconto Il giro di vite                                                          |                                      |
| 2016 | La tutora                                                                                 | Dal racconto Il giro di vite                                                          |                                      |
| 2017 | Post Tenebras Lux                                                                         | ???????????                                                                           | Serie televisiva                     |
| 2018 | The Aspern Papers                                                                         | Dal racconto Il carteggio Aspern                                                      |                                      |
| 2019 | The Beast in the Jungle                                                                   | Dal racconto La bestia nella giungla                                                  |                                      |
| 2019 | The Spellbound (Les envoûtés)                                                             | Dal racconto The Way It Came                                                          |                                      |
| 2020 | Owen Wingrave                                                                             | Dal racconto Owen Wingrave                                                            | Uscito in home video                 |
| 2020 | Owen Wingrave                                                                             | Dal racconto Owen Wingrave                                                            | Uscito in home video                 |
| 2020 | The Turning - La casa del male (The Turning)                                              | Dal racconto Il giro di vite                                                          |                                      |
| 2020 | The Turn of the Screw                                                                     | Dal racconto Il giro di vite                                                          | Uscito in home video                 |
| 2020 | The Turn of the Screw                                                                     | Dal racconto Il giro di vite                                                          | Uscito in home video                 |
| 2020 | Turn of the Screw                                                                         | Dal racconto Il giro di vite                                                          |                                      |
| 2020 | The Haunting of Bly Manor (The Haunting of Bly Manor)                                     | Dal racconto Il giro di vite                                                          | Serie televisiva                     |
| 2020 | Owen Wingrave                                                                             | Dal racconto Owen Wingrave                                                            | Miniserie televisiva                 |
| 2021 | The Turn of the Screw                                                                     | Dal racconto Il giro di vite                                                          |                                      |
| 2021 | The Turn of the Screw                                                                     | Dal racconto Il giro di vite                                                          | Film televisivo                      |